# Cascade (Norfolk)
Cascade – miejscowość australijskiego terytorium zależnego Norfolk. W niej znajduje się Norfolk Island Central School.